# Candelabrochaete
Candelabrochaete is een geslacht van schimmels behorend tot de familie Irpicaceae. De typesoort is Candelabrochaete africana. De familie is nog niet met zekerheid bepaald (incertae sedis).

## Soorten
Volgens Index Fungorum telt het geslacht 14 soorten (peildatum april 2022):
| Soortnaam                      | Auteur(s)                           | Publicatiejaar |
| ------------------------------ | ----------------------------------- | -------------- |
| Candelabrochaete adnata        | Hjortstam                           | 1995           |
| Candelabrochaete africana      | Boidin                              | 1970           |
| Candelabrochaete cirrata       | Hjortstam & Ryvarden                | 1986           |
| Candelabrochaete dispar        | Hjortstam & Ryvarden                | 1986           |
| Candelabrochaete eruciformis   | (G. Cunn.) Stalpers & P.K. Buchanan | 1991           |
| Candelabrochaete himalayana    | Dhingra                             | 2004           |
| Candelabrochaete himalayana    | Dhingra                             | 2019           |
| Candelabrochaete langloisii    | (Pat.) Boidin                       | 1970           |
| Candelabrochaete macaronesica  | M. Dueñas, Tellería & Melo          | 2008           |
| Candelabrochaete magnahypha    | (Burt) Burds.                       | 1984           |
| Candelabrochaete mexicana      | (Burt) P. Roberts                   | 2000           |
| Candelabrochaete neocaledonica | Duhem & Buyck                       | 2011           |
| Candelabrochaete simulans      | Hjortstam                           | 1995           |